# Vojtěch Merunka
Vojtěch Merunka (ur. 13 marca 1967 w Čáslavie) – czeski programista i językotwórca, wykładowca akademicki, specjalista w dziedzinie programowania obiektowego, autor publikacji naukowych, popularyzator języka międzysłowiańskiego.

## Biografia
Urodził się w 1967 roku w Čáslavie i po zdaniu matury w miejscowym gimnazjum ukończył studia na Wydziale Inżynierii Elektrycznej Politechniki Czeskiej w Pradze. Jest doktorem w zakresie przetwarzania danych i modelowania matematycznego oraz docentem w zakresie zarządzania informacją. Wykłada inżynierię oprogramowania na Wydziale Ekonomii i Zarządzania Czeskiego Uniwersytetu Przyrodniczego oraz na Wydziale Inżynierii Jądrowej i Fizycznej Politechniki Czeskiej w Pradze.
Jest założycielem i duchowym ojcem międzynarodowej konferencji Objekty, organizowanej od 1995 roku i zajmującej się problematyką programowania obiektowego.
Od roku 2015 przewodniczy Unii Słowiańskiej. Jest również członkiem organizacji SIGMAS.
Brał udział w tworzeniu filmu Malowany ptak, gdzie wykorzystano język międzysłowiański.